# Cain & Abel
Cain & Abel è uno strumento di recupero delle password per i sistemi operativi Microsoft.
Permette un facile recupero di molti tipi di password sniffando la rete, craccando password criptate usando attacchi a dizionario, di forza bruta e mediante l'uso di tabelle arcobaleno, decodificando password codificate, rivelando richieste di password, scoprendo password nascoste e analizzando protocolli di routing.